# Circonscription de Sherkole
La circonscription de Sherkole est une des 9 circonscriptions législatives de l'État fédéré Benishangul-Gumaz, elle se situe dans la Zone Asosa. Son représentant actuel est Tom Amir Hojale.